# Hillel Paritcher
Hillel HaLevi Malisov di Paritch (Khometz, 1795 – Kherson, 11 Av 1864) è stato un rabbino, mistico e filosofo russo, ebreo ortodosso noto come Reb Hillel Paritcher.
Operò come mashpia (mentore chassidico) e rabbino comunitario nelle città di Paritch, vicino a Minsk, Russia, e di Bobroisk, Bielorussia. Fu considerato uno studioso di grande pietà ed erudizione e venne chiamato Zaddiq, e persino "metà Rebbe".
Sebbene inizialmente discepolo di Rabbi Mordechai di Chernobyl, in seguito divenne discepolo di Rabbi Shneur Zalman di Liadi (ma non lo incontrò mai), dopo aver studiato una Tanya "nascosta", senza frontespizio. Nel 1815 iniziò a viaggiare regolarmente e a visitare Rabbi Dovber di Lubavitch e, dopo la morte di questo, diventò discepolo del successore, Rabbi Menachem Mendel.

## Attività
Colonie agricole ebraiche furono stabilite e incoraggiate da Rabbi Dovber nell'Impero russo, nel Governatorato di Cherson. Nel 1818 Rabbi Dovber chiese a Rabbi Hillel di visitare le colonie regolarmente, dicendogli: "Raduna materiale (raccogli fondi per chi ne ha bisogno) e semina lo spirituale (guida e ispira i coloni)." Rifornì i soldati di leva (cantonisti) a Bobroisk di cibo kosher e aiutò gli ebrei lì imprigionati. La nomina di Rabbi Hillel fu ribadita e confermata da Rabbi Menachem Mendel. Hillel morì a Cherson, lo Shabbat dell'11 Av, 5624.
Hillel fu dotato di qualità straordinarie e studiò la Torah con grande passione e fervore. A tredici anni aveva imparato il Talmud e a quindici anni le opere cabalistiche di AriZal. Ciò meravigliò sin da allora. Si allenò in auto-disciplina al punto che il suo corpo si agiva solo come prescrive la Torah, conformandosi strettamente anche alla Cabala. Il modo di studiare di Rabbi Hillel era quello di stare sui testi chassidici per molte ore e poi pregare e meditare per molte altre ore.

## Aforismi
- Se coloro che indulgono in passioni sensuali sapessero l'enorme piacere che si trae dalle materie divine con lo studio dello Chassidus e soprattutto della Santa Tanya, abbandonerebbero tutte le loro passioni e perseguirebbero solo la Santa Tanya.[2]
- Coloro che stanno al buio per troppo tempo, cominciano a pensare che il buio sia la luce.[3]
- Ogni Chassid ha bisogno di un Chassid come mentore.

## Opere
- Pelech Harimon[collegamento interrotto] (HE)  - un profondo trattato di filosofia chassidica su Bereishis, Shemos, Vayikra, e Shir HaShirim. Comprende molte spiegazioni del Rebbe di Chabad non citate altrove e che hanno ricevuto l'approvazione di quasi tutti i nipoti di Rabbi Menachem Mendel. Stampato per la prima volta nel 1881 dal nipote dell'autore, Pinchas HaLevi. È stato pubblicato da Kehot Publication Society e può essere visionato qui e qui.
- Commentario sulla Shaar HaYichud di Rabbi Dovber di Lubavitch., su geocities.com. URL consultato il 12 marzo 2012 (archiviato dall'url originale il 26 ottobre 2009).
- Commentario osuKuntres HaHispa'alus di Rabbi Dovber di Lubavitch.
- Imrei No'am, discorsi chassidici.
- Un brano musicale composto da Rabbi Hillel.